# Baradlai János
Baradlai János (eredeti neve: Breit János Gyula; 1909-ig) (Felsőolcsvár, 1873. november 16. – Budapest, 1942. január 18.) gyógyszerész, gyógyszerésztörténész.

## Életpályája
Szülei Breit (Brajt) Ferenc gazdatiszt és Kresnyák Veronika voltak. 1898-ban diplomázott a Bécsi Egyetemen gyógyszerészként. 1898–1901 között a diósgyőri gyógyszertárban volt gyógyszerész. 1901–1914 között a Gyógyszerészi Közlöny segédszerkesztője volt. 1914–1928 között a dunaharaszti Isteni Gondviselés nevű gyógyszertár tulajdonosa volt. 1918-ban a Budapesti Tudományegyetemen gyógyszerészdoktori diplomát szerzett. 1928–1942 között a budapesti Petőfi- és a Batthyány gyógyszertár tulajdonosa és társtulajdonosa volt.
Tagja volt az Internationale Gesellschaft für Geschichte der Pharmazie gyógyszerészi egyesületnek, a Magyarországi Gyógyszerész Egyesület igazgatótanácsának. Több évtizeden át gyűjtötte a magyarországi gyógyszerészet történetének adatait. Számos szakcikke jelent meg.
Sírja az Óbudai temetőben található (19/4-2-67/68).

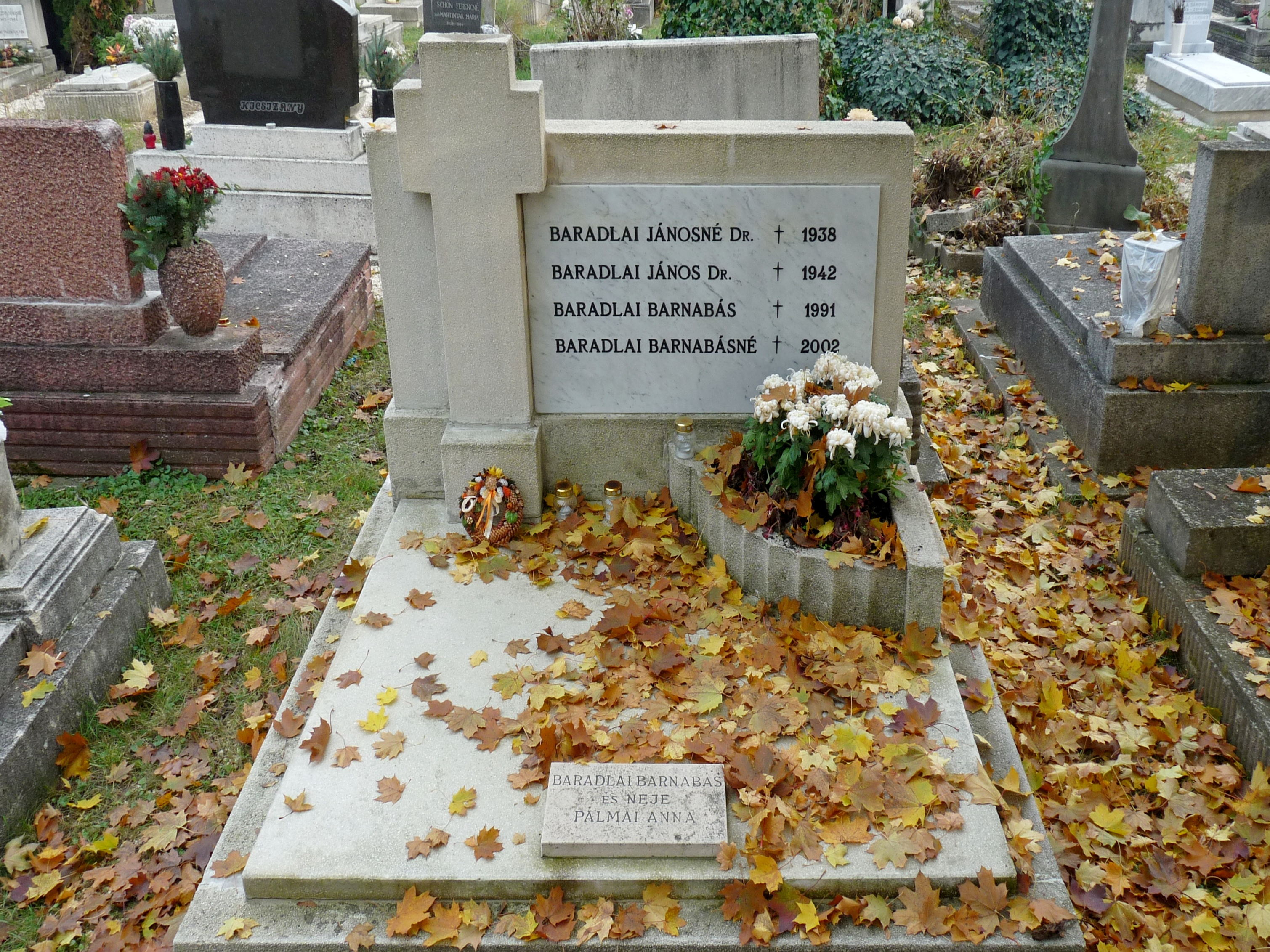
Sírja az Óbudai temetőben (19/4-2-67/68).

## Művei
- Olasz patikák (Gyógyszerészi Közlöny, 1900. 40–41. sz.)
- Magyar tízparancsolat (Budapest, 1906)
- A phosphorsav meghatározására ajánlott újabb titrimetriás módszerek összehasonlító vizsgálata. Gyógyszerész-doktori értek. (Budapest, 1918)
- Magyar ősgyógyítók és kuruzslók (Gyógyszerészek L., 1924. 17. sz.)
- Dunaharaszti és környékének története (Budapest, 1927)
- A sárosi véres nagyböjt (Dunaharaszti, 1927)
- A magyarországi gyógyszerészet története az ősidőktől a mai napig (I-II. Bársony Elemérrel, Budapest, 1930)
- Dr. Batthyány-Strattmann László (Budapest, 1931)